# Shayon Harrison
Shayon Adam Harrison (født 13. juli 1997) er en engelsk fodboldspiller der spiller for Tottenham Hotspur.